# Blaginja
Blaginja ali blagostanje,, imenovano tudi dobro počutje ali kakovost življenja, se nanaša na to, kar je samo po sebi dragoceno glede na nekoga. Blaginja osebe je torej tisto, kar je samo po sebi dobro za to osebo, kar je v lastnem interesu te osebe. Blaginja se lahko nanaša na pozitivno in negativno blaginjo. Nasprotje pozitivne blaginje včasih imenujemo beda. Izraz subjektivna blaginja označuje, kako ljudje doživljajo in ocenjujejo svoje življenje in se običajno meri s samoocenjevanjem na podlagi vprašalnikov. Včasih razlikujemo različne vrste blaginje, npr. duševno, telesno, ekonomsko ali čustveno blaginjo. Različne vrste blaginje so pogosto tesno povezane. Večja telesna blaginja (npr. ob zmanjšanju ali odpravi zasvojenosti) je na primer povezana z večjo čustveno blaginjo. Večja ekonomska blaginja (npr. večje bogastvo) je pogosto povezana večjo čustveno blaginjo tudi v neugodnih razmerah, npr. ob pandemiji covida-19. Blaginja ima osrednjo vlogo v etiki, saj naj bi bilo naše ravnanje vsaj do neke mere odvisno od tega, kaj bo izboljšalo ali poslabšalo življenje sočloveka. Po teoriji velfarizma ni drugih vrednot razen blaginje.